# Wahlen in Niger
Wahlen in Niger beruhen auf den Eigenheiten eines semipräsidentiellen Mehrparteiensystems. Die wichtigsten regelmäßig stattfindenden Wahlen in Niger sind die Direktwahl des Präsidenten der Republik und die Wahlen zur Nationalversammlung.

## Historische Entwicklung
In der französischen Kolonialzeit fanden die ersten Wahlen statt, als Niger 1946 von einer Kolonie in ein Überseegebiet umgewandelt wurde. Ein System aus Wahlkollegien bevorzugte zunächst Bürger aus Metropolitan-Frankreich, bis 1956 auf Grundlage der loi-cadre Defferre das allgemeine Wahlrecht eingeführt wurde. Das anfängliche Mehrparteiensystem wurde kurz vor der Unabhängigkeit Nigers im Jahr 1960 abgeschafft. Während der Ersten Republik (1960–1974) mit ihrem Einparteiensystem der Nigrischen Fortschrittspartei fanden nur Scheinwahlen statt. Überhaupt keine Wahlen abgehalten wurden während des régime d’exception (1974–1989) unter dem Obersten Militärrat. Im Jahr 1993 kam es zur Wiedereinführung eines Mehrparteiensystems. Seitdem gelten die Wahlen in Niger als weitgehend frei und fair, ihre Ergebnisse werden in der Regel von allen Wahlwerbern akzeptiert. Ausnahmen mit offensichtlichen Wahlmanipulationen und Wahlboykotten waren die Perioden der Vierten Republik (1996–1999) und der Sechsten Republik (2009–2010).

## Wahlsystem

### Allgemeines
Das aktive Wahlrecht besitzen alle nigrische Staatsbürger mit einem Mindestalter von 18 Jahren.
Mit der Organisation, Abwicklung und Überwachung der Wahlvorgänge ist eine unabhängige Behörde betraut, die Commission Électorale Nationale Indépendante (CENI). Die bei Präsidentschafts- und Parlamentswahlen zuständige Gerichtsbarkeit obliegt dem Verfassungsgerichtshof.

### Präsidentschaftswahlen

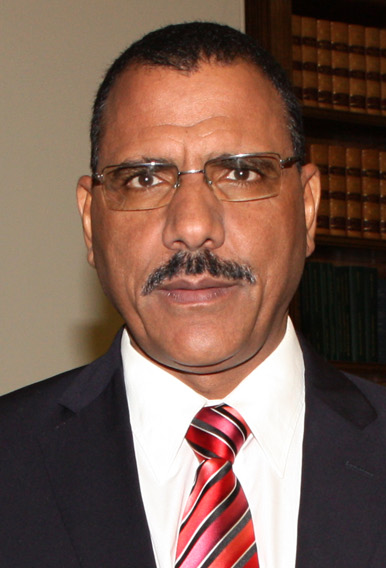
Mohamed Bazoum, 2021 zum Präsidenten der Republik Niger gewählt

Der Präsident der Republik Niger wird in allgemeiner, freier, direkter, gleicher und geheimer Wahl für eine Amtszeit von fünf Jahren gewählt. Eine Wiederwahl ist höchstens einmal möglich. Der Amtszeit- und Wiederwahlregelung kommt in der Verfassung herausragende Bedeutung zu, da sie als Ewigkeitsklausel festgeschrieben ist. Wählbar sind nigrische Staatsbürger mit einem Mindestalter von 35 Jahren. Sie müssen physisch und geistig gesund sein und ihre Sittlichkeit nachgewiesen bekommen. Erlangt kein Kandidat im ersten Wahldurchgang die absolute Mehrheit, wird mit den beiden Kandidaten mit den meisten Stimmen ein zweiter Wahldurchgang durchgeführt, aus denen der Kandidat mit den meisten Stimmen als Sieger hervorgeht. Die Ordnungsgemäßheit der Wahleignung, der Wahldurchführung und der Wahlergebnisse überwacht der Verfassungsgerichtshof.

### Parlamentswahlen
Die Abgeordneten der Nationalversammlung, des Einkammerparlaments der Republik Niger, werden in allgemeiner, freier, direkter, gleicher und geheimer Wahl gewählt. Die vorgesehene Legislaturperiode beträgt fünf Jahre. Wählbar sind nigrische Staatsbürger mit einem Mindestalter von 21 Jahren. Die Kandidaten werden in Listen von politischen Parteien, von Parteienbündnissen oder Unabhängigen aufgestellt, wobei mindestens 75 % der Kandidaten je Liste einen Grundschulabschluss haben müssen. Die Entscheidungen über die Wählbarkeit der Kandidaten und über die Gültigkeit der Wahl der Abgeordneten obliegen dem Verfassungsgerichtshof.

### Sonstige Wahlen
Mit der Dezentralisierung ab Ende der 1990er Jahre wurden auch Wahlen auf der Ebene der Regionen und Gemeinden flächendeckend eingeführt. Bei diesen lokalen Wahlen sind die Zivilgerichte der ersten Instanz (Tribunaux de Grande Instance) für die Feststellung der Wählbarkeit der Kandidaten, die Wahlaufsicht und die Veröffentlichung der Ergebnisse zuständig. Die Verfassung Nigers sieht ferner die Möglichkeit von Referenden vor.